# Boris Safarowitsch Ebsejew

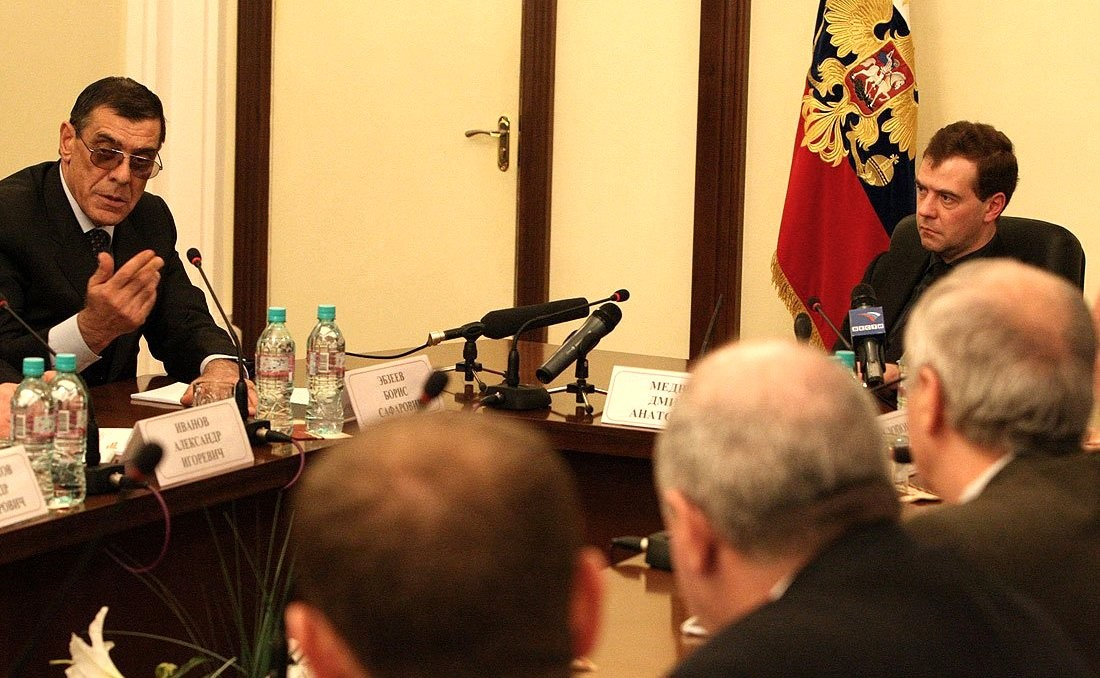
Boris Ebsejew im Februar 2010

Boris Safarowitsch Ebsejew (russisch Борис Сафарович Эбзеев, wiss. Transliteration Boris Safarovič Ėbzeev; karatschaisch Эбзеланы Сафарны джашы Борис; * 25. Februar 1950 in Schany-Scher, Oblast Frunse, Kirgisische SSR, Sowjetunion) ist ein russischer Jurist und Politiker. Von 2008 bis 2011 war er Präsident der russischen Teilrepublik Karatschai-Tscherkessien.
Ebsejews Eltern wurden 1944, wie viele Karatschaier, aus ihrer kaukasischen Heimat nach Zentralasien deportiert. Ebsejew wurde so in Kirgisien geboren. 1957 durfte die Familie in den Kaukasus zurückkehren. Ebsejew arbeitete nach dem Abschluss der Mittelschule in Karatschajewsk in einem Baubetrieb und begann danach ein Studium der Rechtswissenschaften in Saratow, das er 1972 mit Auszeichnung abschloss. 1975 erreichte er den Grad eines Kandidaten, 1989 den eines Doktors der Rechtswissenschaften. Seit 1990 trägt Ebsejew den Professorentitel.
Von 1975 bis 1976 diente Ebsejew bei motorisierten Spezialtruppen der Miliz. Ab 1977 war er Sekretär in der kommunistischen Jugendorganisation Komsomol und arbeitete als Hochschullehrer. 1991 arbeitete er zusammen mit anderen Juristen an der Verfassung der Russischen Föderation mit, sowie an der Verfassung der Republik Karatschai-Tscherkessien.
Im Oktober 1991 wurde Ebsejew zum Verfassungsrichter gewählt. 1999 kandidierte er bei den Präsidentschaftswahlen in Karatschai-Tscherkessien, erreichte jedoch nur den zweiten Platz. Am 30. Juli 2008 schlug der russische Staatspräsident Dmitri Medwedew ihn dem karatschai-tscherkessischen Parlament als neuen Präsidenten vor. Am 5. August 2008 stimmte das Parlament dem Vorschlag zu. Am 26. Februar 2011 trat Ebsejew von seinem Amt zurück.
Vom Juni bis Dezember 2010 saß Ebsejew im Präsidium des Staatsrates der Russischen Föderation. Seit März 2011 ist er Mitglied der Zentralen Wahlkommission Russlands. Zwischen 2013 und 2016 fungierte Ebsejew als Vorsitzender des Expertenrates der Obersten Attestierungskommission beim Bildungsministerium der Russischen Föderation.